# Močići
Močići falu Horvátországban, Dubrovnik-Neretva megyében. Közigazgatásilag Konavle községhez tartozik.

## Fekvése
A Dubrovnik városától légvonalban 16, közúton 19 km-re délkeletre, községközpontjától légvonalban 3, közúton 5 km-re délkeletre, az Adria-parti főút mentén Zvekovica és Čilipi között fekszik. Északkeleti határában található Dubrovnik nemzetközi repülőtere beleértve központi épületeit is. Emiatt összes háza és településrésze a főút déli oldalán épült.

## Története
Močići területe már az ókorban lakott hely volt. Első ismert lakói az illírek voltak, akik magaslatokon épített erődített településeken éltek és kőből rakott halomsírokba temetkeztek. Ókori erődített település maradványai találhatók Močići határában is a Mala Grede nevű magaslaton. Nikšićka gomila és Piplićina gomila ókori halomsírjai szintén ismert régészeti lelőhelyek. A rómaiak az i. e. 2. században győzték le az illíreket és Epidaurum központtal e területet is a birodalomhoz csatolták. A római korban a falu területe valószínűleg továbbra is lakott volt. Erre utal, hogy az Epidaurum városához közel fekvő település határában egy Mithrász-szentély maradványai találhatók. A római hatalmat a népvándorlás vihara rengette meg. A Nyugatrómai Birodalom bukása után a keleti gótok özönlötték el a térséget, őket 537-től 1205-ig kisebb megszakításokkal a bizánciak követték. A 7. században avarok és a kíséretükben érkezett szlávok, a mai horvátok ősei árasztották el a területet. A várakat lerombolták és az ellenálló lakosságot leöldösték. Így semmisült meg a mindaddig fennálló Epidaurum. A túlélő lakosság előbb az északnyugatra fekvő Župára, majd Raguzába menekült.
Területe középkorban Travunja része volt, mely Dél-Dalmácián kívül magában foglalta a mai Hercegovina keleti részét és Montenegró kis részét is. Travunja sokáig a szerb, a zétai és bosnyák uralkodók függőségébe tartozó terület volt. A Raguzai Köztársaság az 1426. december 31-én kötött szerződéssel szerezte meg területét addigi bosnyák uraitól a Pavlovićoktól. Az 1430 és 1432 között dúlt első konavlei háborúban a török támogatását élvező Radoslav Pavlović megpróbálta visszaszerezni az egyszer már eladott konavlei birtokait a köztársaságtól. A háború a végén a török támogatását is elveszítő Pavlović vereségével végződött és az azt követő béke megerősítette a Bosznia, Hum és a Raguzai Köztársaság közötti korábban kialakult állapotokat.
A köztársaság bukása után 1806-ban Dalmáciával együtt ez a térség is a köztársaságot legyőző franciák uralma alá került, de Napóleon bukása után 1815-ben a berlini kongresszus Dalmáciával együtt a Habsburgoknak ítélte. 1857-ben 449, 1910-ben 426 lakosa volt. 1918-ban az új szerb-horvát-szlovén állam, majd később Jugoszlávia része lett. A délszláv háború idején 1991 októberében a jugoszláv hadsereg, valamint szerb és montenegrói szabadcsapatok foglalták el a települést, melyet kifosztottak és felégettek. A lakosság a jól védhető Dubrovnikba menekült és csak 1992 októberének végén térhetett vissza. A háború után rögtön megindult az újjáépítés, mely még tizenöt év múltán sem fejeződött be teljesen. A településnek 2011-ben 447 lakosa volt. Lakói főként turizmussal foglalkoztak.

## Népesség
| Lakosság változása | Lakosság változása | Lakosság változása | Lakosság változása | Lakosság változása | Lakosság változása | Lakosság változása | Lakosság változása | Lakosság változása | Lakosság változása | Lakosság változása | Lakosság változása | Lakosság változása | Lakosság változása | Lakosság változása | Lakosság változása |
| ------------------ | ------------------ | ------------------ | ------------------ | ------------------ | ------------------ | ------------------ | ------------------ | ------------------ | ------------------ | ------------------ | ------------------ | ------------------ | ------------------ | ------------------ | ------------------ |
| 1857               | 1869               | 1880               | 1890               | 1900               | 1910               | 1921               | 1931               | 1948               | 1953               | 1961               | 1971               | 1981               | 1991               | 2001               | 2011               |
| 449                | 419                | 418                | 445                | 431                | 426                | 375                | 380                | 330                | 331                | 426                | 368                | 382                | 367                | 381                | 447                |

## Nevezetességei
- A település legnevezetesebb látnivalója a római korból fennmaradt Mithrász-szentély maradványa.[4] A szentély barlangjának bejárata felett látható az istenséget hagyományos módon, bikát áldozva ábrázoló dombormű. Az istenséget jelképező frígiai sapkát viselő ifjú bal lábával a bika lapockáján térdel, miközben a jobb kezében tartott tőrt a bika nyakához szorítja. Jobb lába a bika hátsó lábain nyugszik. A bika alatt skorpió, kígyó és egy kutya látható, amely az állat nyakából kiömlő vérre vár. A dombormű bal oldalán hétágú csillag látható, melynek ágaiból három az ifjú felé van meghosszabbítva. Az ifjú a csillag közelében ábrázolt holló felé fordítja a fejét. A jobb oldalon félhold ábrázolása látható. A szentély az egyik legjobb állapotban fennmaradt ilyen építmény az ország területén. A szentély (melynek barlangja egykor forrás volt) léte azt bizonyítja, hogy a közelében a római korban keleti származású katonák állomásoztak.
- A Szent György (sv. Đurađ) templomot egy régebbi templom helyén a falu temetőjében építették a 18. században. A délszláv háború idején 1991/92-ben a szerb erők lerombolták, többek között az oltárkép is elégett. 2001/12-ben újjáépítették.
- A Kisboldogasszony (Mala Gospa) kápolnát a 15./16. században építtette a Kocelj család.
- A Đurovića-barlang a dubrovniki repülőtér felett, már a szomszédos Čilipi határában található. A 156 méter hosszúságú cseppkőbarlanghoz egy 35 méter hosszú mesterséges bejárat vezet. Legmélyebb pontja csak 23-25 méterrel van a repülőtér leszállópályája felett. Szépségét a nagyszámú álló és függő cseppkő jelenti. Feltárása során sok, a bronzkorból és a vaskorból származó cseréptöredéket és csontokat találtak. A barlangot a lakosság a múltban elsősorban víznyerésre és veszély esetén menedékként használta. 1962-ben a természetes bejáratot a repülőtér közelsége miatt bezárták. A mai bejárat 2009-ben nyílt meg a nagyközönség számára.
- Nikšićka gomila és Piplićina gomila ókori halomsírjai.
- Mala Grede ókori vármaradványok.